# Quebec (Montana)
Pour les articles homonymes, voir Québec (homonymie).
Quebec est un secteur non constitué en municipalité du comté de Sweet Grass, dans le Montana, aux États-Unis. Ce secteur est situé le long de l’Interstate 90 au sud-est de Big Timber.